# Sainte-Hélène, Gironde

Sainte-Hélène este o comună în departamentul Gironde din sud-vestul Franței. În 2009 avea o populație de 2.618 de locuitori.

## Evoluția populației
| An        | 1975  | 1982  | 1990  | 1999  | 2006  | 2009  |
| --------- | ----- | ----- | ----- | ----- | ----- | ----- |
| Populație | 1.107 | 1.436 | 1.608 | 1.776 | 2.334 | 2.618 |